# Match TV
Match TV (en ruso: Матч ТВ) es un canal de televisión deportivo con sede en Rusia. El canal se fundó el 1 de noviembre de 2015 en el lugar del antiguo canal Sport, propiedad de la Compañía de Radio y Televisión Estatal de toda Rusia, y es parte de Gazprom Media[cita requerida]. Con sede en Moscú.